# Georges de La Forest
 (septembre 2015).
Si vous disposez d'ouvrages ou d'articles de référence ou si vous connaissez des sites web de qualité traitant du thème abordé ici, merci de compléter l'article en donnant les références utiles à sa vérifiabilité et en les liant à la section « Notes et références ».
Georges de La Forest, seigneur de Rumilly (1585 - 22 octobre 1639) épousa Hélène de Viry, fille du comte de Viry, conseiller d’État, gentilhomme de la chambre du duc Charles-Emmanuel Ier, capitaine de cent lances, et de Marguerite de Bouvens. Leur mariage fut béni le 22 février 1622, au château de Viry. 
Il servit avec distinction dans les guerres du règne, et fit les campagnes de Gènes et du Montferrat, sous le duc Victor-Amédée Ier, en 1629 et 1631. Il testa le 22 octobre 1639 et fut inhumé au tombeau de son père, dans l’église de Saint-Pierre de Rumilly. La date de la mort de sa femme n’est pas connue. Elle vivait encore en 1651, année où elle transige avec sa sœur, la comtesse de Faucigny-Lucinge, sur leurs droits respectifs dans la commune d’Avully, acte passé devant notaire le 20 juin. 